# Цыганский барон

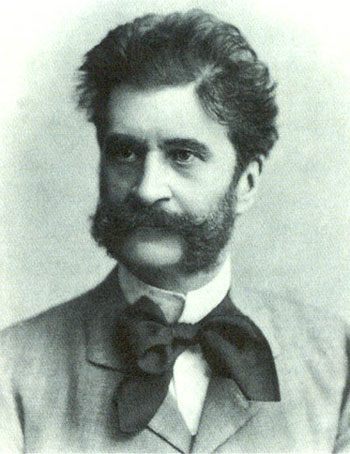
Композитор Иоганн Штраус

«Цыганский барон» (нем. Der Zigeunerbaron) — оперетта в трёх актах австрийского композитора Иоганна Штрауса (сына), написанная им в 1885 году и имевшая мировой успех.
Премьера этой оперетты, второй по популярности оперетты Штрауса после «Летучей мыши», состоялась в венском Театре Ан дер Вин 24 октября 1885 года.

## История создания
Штраус мечтал сочинить оперетту на национальном венгерском сюжете с близкой ему по духу богатой мадьярской народной музыкой. Литературной основой либретто стала новелла «Саффи» известного венгерского писателя Мора Йокаи. Штрауса заинтересовала новелла из венгерской жизни начала XVIII века, и с согласия автора составление либретто было поручено драматургу Игнацу Шницеру, известному своими переводами стихов Шандора Петёфи на немецкий язык. Штраус и Шницер начали совместно работать над произведением. И меньше чем через год герой «Цыганского барона» впервые появился на сцене.
Первоначально Штраус хотел написать лирическую оперу, надеясь представить её на сцене придворного театра, но Шницер и Йокаи успели без его ведома заключить контракт с театром «Ан дер Вин». Поэтому, в работе над партитурой Штраусу приходилось руководствоваться условиями постановки «Цыганского барона» в опереточном театре, что отразилось на характере его нового произведения. Тем не менее, Штраус создал замечательную музыку, быстро ставшую популярной. В основе «Цыганского барона» — стихия песенности, ритмы вальса, польки, марша, чардаша. Огромную роль играют цыганские и венгерские мелодии и характерные для них ритмы.

## Сюжет
Основная тема оперетты — тема человеческого достоинства и всепобеждающей любви, национальной гордости и стремления к свободе. Место действия — граница Венгрии и Румынии, между реками Дунаем и Чёрной — Темешвар, или Тимишоара по-румынски.
Помещик Баринкай был изгнан с родины из-за своих связей с иноземцами. Спустя 20 лет его сын Шандор приезжает в родные края с чужбины. Доставшийся ему отцовский замок превращён в руины. Здесь теперь расположился цыганский табор. Шандор пытается ухаживать за дочерью местного богача свиноторговца Зупана, но его отвергают из-за бедности. У Шандора и цыган завязывается дружба и скоро он становится их предводителем и влюбляется в прекрасную цыганку Саффи. Вскоре выясняется, что Саффи — не цыганка, а дочь турецкого паши, управлявшего Венгрией.

## Действующие лица
Герои «Цыганского барона» — уже не те персонажи предшествующих оперетт Штрауса, ведущие праздную жизнь. Это свободолюбивые и гордые смельчаки, которым противопоставлены богатые выскочки и правительственный чиновник.
1. Шандор Баринкай, сын богатого землевладельца, изгнанного из Венгрии
2. Людовико Карнеро, комиссар комиссии по соблюдению местных обычаев
3. Коломан Зупан, торговец свиньями
4. Арсена, его дочь
5. Мирабелла, домоуправительница Зупана, жена Карнеро
6. Саффи, приемная дочь Чипры, дочь турецкого паши
7. Чипра, старая цыганка
8. Граф Омонай, командир гусарского отряда
9. Оттокар, служащий Зупана, сын Карнеро и Мирабеллы
10. Пали, старый цыган

## Основные музыкальные номера

### В первом русском переводе
Русский текст М. Г. Ярона
1. Увертюра
2. Кто родился быть моряком (хор)
3. Беспечный пылкий с юных лет (Баринкай, хор)
4. Уж знала я что предстоит его приезд (Чипра, Сафи, Карнеро, Баринкай)
5. И писание и чтенье (Зупан, хор)
6. Сраженье было под Белградом (Мирабелла, хор)
7. Жених невесту ждет (Хор, Арсена, Баринкай, Карнеро, Цупан, Мирабелла)
8. На пламя мотылек (Арсена)
9. Хлопочут часто об обмане но всё же честны цыгане (Саффи)
10. Арсена, Арсена (солисты, хор)(Финал первого акта)
11. Я день и ночь, стеречь не прочь (Чипра, Сафи, Баринкай)
12. Во сне я старца вижу ясно (Сафи, Чипра, Баринкай)
13. Здесь в ходу работы наши (хор цыган)
14. Кто нас венчал (Баринкай, Саффи, хор)
15. И стар и млад должны у нас (Карнеро, Зупан, Мирабелла, хор)
16. Руку дай, так быть должно (Омонай, хор)
17. Туда! Вена всем мила (Арсена, Мирабелла, хор)(Финал второго акта)
18. Для службы серьезной почёт мне тут нужен (солисты, хор)
19. Радость всем (хор)
20. Покуда девушка юна (Арсена, Мирабелла, Корнеро)
21. Главный бой решён (Зупан, хор)
22. Ура, мы в год наш поход окончили совсем (хор)
23. Финал (Баринкай,  Саффи, хор)

### В радиомонтаже 1954 года
Русский текст Г. М. Ярона
1. Увертюра
2. Путь до счастья далёк (Баринкай, хор)
3. Нет созданья лучше, чем свинья (Зупан, хор)
4. Нет племени дружней (Саффи)
5. Здесь куём мы, что есть силы (хор цыган)
6. Ну что ж, друзья (Чипра, Баринкай, Саффи)
7. Подумав здраво (Карнеро, Мирабелла, Зупан, хор)
8. Воевода есть у нас (хор, Саффи, Баринкай, Зупан, Карнеро, Мирабелла)
9. Кто нас венчал (Баринкай, Саффи, хор)
10. Теперь всё ясно нам (Карнеро, Мирабелла, Зупан, Баринкай, хор)
11. Этот клад так богат (хор, Оттокар, Чипра)
12. Судьбу испытывай смелей (Чипра, Саффи, Баринкай)
13. В бой летят за рядом ряд (Омонай, хор)
14. О, как много раз этот светлый час (Арсена, Саффи, хор)
15. Друзей поздравить пора (Баринкай, Саффи, Оттокар, хор)
16. Финал (Баринкай, Зупан, Оттокар, Саффи, хор)

## Экранизации
1. «Цыганский барон» — советский телевизионный музыкальный фильм, поставленный на студии «Лентелефильм» в 1988 году режиссёром Виктором Окунцовым
2. «Цыганский барон (A cigánybáró) (фильм, 1969)» — венгерский телевизионный музыкальный фильм
3. «Саффи (Szaffi) (мультфильм, 1985)» —  мультфильм совместного производства Венгрии, Канады и ФРГ, созданный к 100-летию оперетты.